# Pholcoides chiardolae
Espèce
Synonymes
- Filistata chiardolae Caporiacco, 1934

Pholcoides chiardolae est une espèce d'araignées aranéomorphes de la famille des Filistatidae.

## Distribution
Cette espèce se rencontre au Pakistan au Khyber Pakhtunkhwa vers Karmang et en Inde au Jammu-et-Cachemire vers Kargil entre 2 400 et 2 700 m d'altitude,.

## Description
La femelle holotype mesure 3 mm.

## Étymologie
Cette espèce est nommée en l'honneur de Giuseppe Chiardola.

## Publication originale
- Caporiacco, 1934 : Aracnidi dell'Himalaia e del Karakoram, raccolti della Missione Italiana al Karakoram. Memorie della Società Entomologica Italiana, vol. 13, no 2, p. 113-160.